# Чернилівська сільська рада
Черни́лівська сільська́ ра́да — адміністративно-територіальна одиниця та орган місцевого самоврядування в Підволочиському районі Тернопільської області. Адміністративний центр — село Чернилівка.

## Загальні відомості
- Територія ради: 1,433 км²
- Населення ради: 508 осіб (станом на 2001 рік)

## Населені пункти
Сільській раді підпорядковані населені пункти:
- с. Чернилівка

## Склад ради
Рада складається з 12 депутатів та голови.
- Голова ради: Воробець Євген Володимирович
- Секретар ради: Окаринська Наталія Ярославівна

### Керівний склад попередніх скликань
| Прізвище, ім'я, по батькові  | Основні відомості                                    | Дата обрання | Дата звільнення |
| ---------------------------- | ---------------------------------------------------- | ------------ | --------------- |
| Богуш Ігор Михайлович        | Сільський голова, 1957 року народження, безпартійний | 23.06.2006   | 01.02.2010      |
| Воробець Євген Володимирович | Сільський голова, 1949 року народження, безпартійний | 31.10.2010   |                 |

Примітка: таблиця складена за даними сайту Верховної Ради України

### Депутати
За результатами місцевих виборів 2010 року депутатами ради стали:

#### За суб'єктами висування
| Суб'єкт висування | Кількість обраних депутатів | %   |
| ----------------- | --------------------------- | --- |
| Самовисування     | 12                          | 100 |

#### За округами
| № округу | Прізвище, ім'я, по батькові      | Дата визнання обраним | Освіта           | Партійна приналежність | Відомості про обраного депутата            |
| -------- | -------------------------------- | --------------------- | ---------------- | ---------------------- | ------------------------------------------ |
| 1        | Поточняк Ігор Михайлович         | 05.11.2010            | середня          | позапартійний          | тимчасово не працює                        |
| 2        | Бурдяк Мирослав Миколайович      | 05.11.2010            | середня          | позапартійний          | с. Чернилівка, підприємець                 |
| 3        | Окаринська Наталія Ярославівна   | 05.11.2010            | незакінчена вища | позапартійна           | Чернилівська сільська рада, секретар       |
| 4        | Доброхлоп Руслан Ігорович        | 15.04.2013            | вища             | позапартійний          | тимчасово не працює                        |
| 5        | Окаринський Володимир Богданович | 05.11.2010            | незакінчена вища | позапартійний          | тимчасово не працює                        |
| 6        | Колянко Мирослав Степанович      | 05.11.2010            | незакінчена вища | позапартійний          | Оріховецька загальноосвітня школа, вчитель |
| 7        | Богуш Іван Казимирович           | 05.11.2010            | середня          | позапартійний          | пенсіонер                                  |
| 8        | Каптій Надія Ільківна            | 05.11.2010            | середня          | позапартійна           | Чернилівська сільська рада, спеціаліст     |
| 9        | Липка Віталій Євгенович          | 05.11.2010            | вища             | позапартійний          | Інстит. Ім. Чорновола, студент             |
| 10       | Лацік Євген Мирославович         | 05.11.2010            | вища             | позапартійний          | ДрамтеатрТернопіль, актор                  |
| 11       | Липка Андрій Мар'янович          | 05.11.2010            | середня          | позапартійний          | с. Чернилівка, підприємець                 |
| 12       | Перець Євген Іванович            | 05.11.2010            | середня          | позапартійний          | пенсіонер                                  |